# Phyllolabis latifolia
Phyllolabis latifolia är en tvåvingeart som beskrevs av Alexander 1920. Phyllolabis latifolia ingår i släktet Phyllolabis och familjen småharkrankar. Inga underarter finns listade i Catalogue of Life.